# Kapudden
Kapudden (afrikaans: Kaappunt; engelska: Cape Point) är en av de yttersta uddarna på Kaphalvön i Sydafrika. Den andra udden är Godahoppsudden. Kapudden ligger omkring 15 mil nordväst om Afrikas sydligaste udde, Agulhas (portugisiska: Cabo das Agulhas, "Nålarnas udde"). Nålarnas udde är den officiella platsen där Atlanten och Indiska oceanen möts. 
Kapudden ingår i nationalparken Table Mountain National Park på Taffelberget och är ett populärt turistmål.

## Galleri

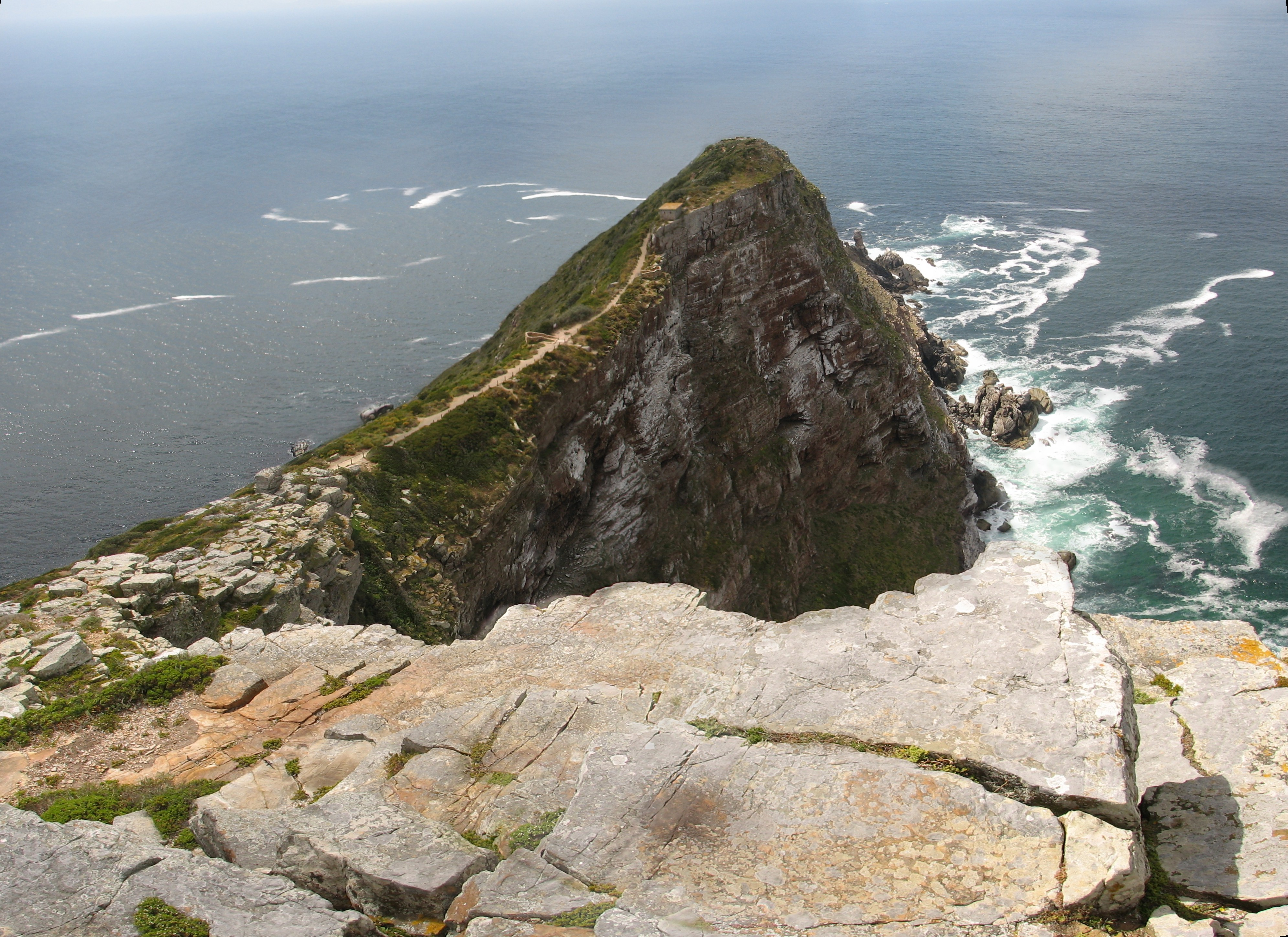
Kapudden
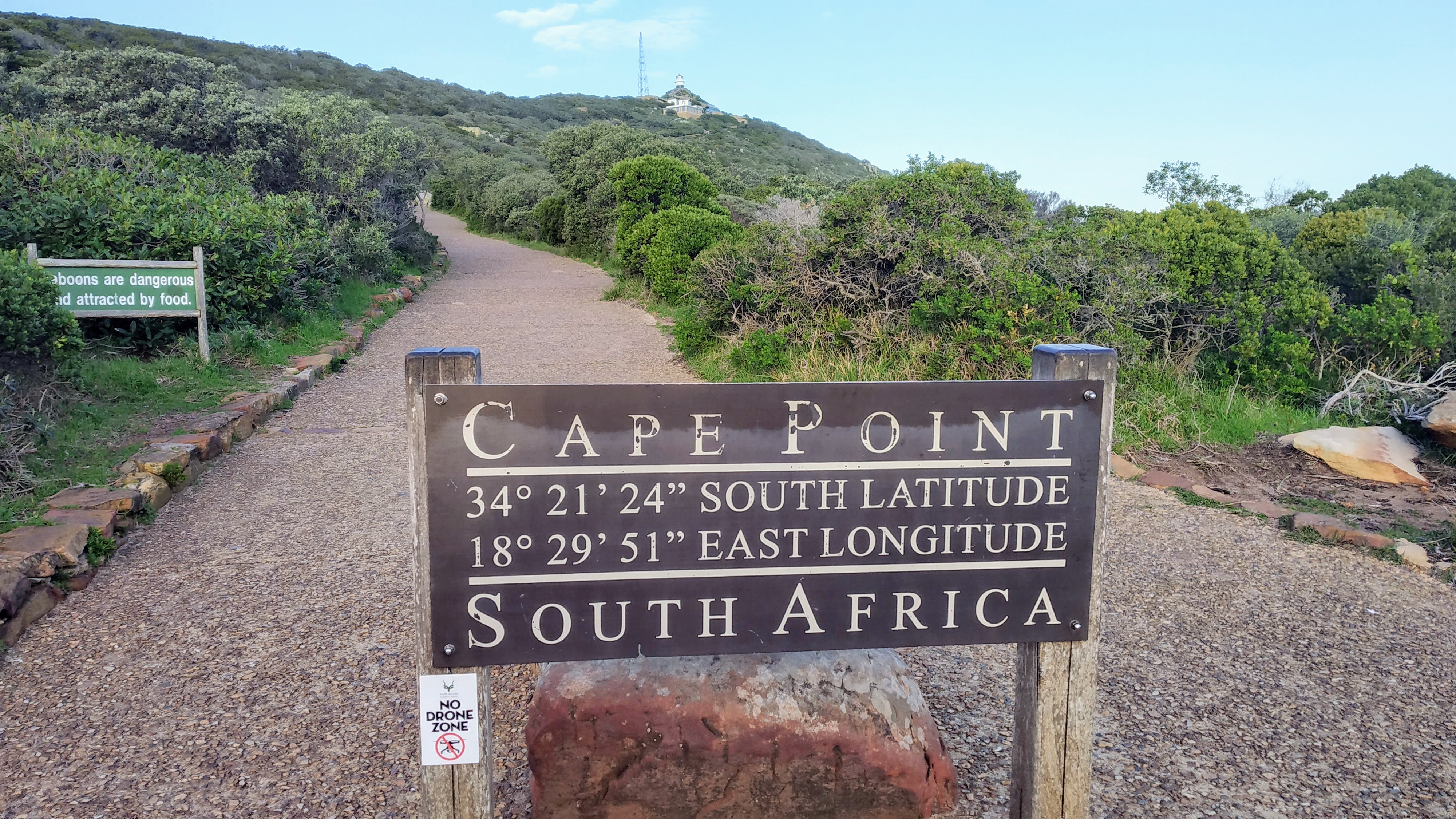
Kapudden, juli 2018.